# 香坂杏奈
香坂 杏奈（こうさか あんな、1987年12月1日 - ）は、日本のAV女優。
神奈川県出身。身長：165cm 、スリーサイズ：B90（Gカップ）・W59・H90。

## 略歴
AVデビュー前は、ボクシングのラウンドガールや着エロアイドルをしていた。
2006年にh.m.p専属女優としてAVデビュー。
2007年にMOODYZよりセルデビュー。

## 作品

### アダルトビデオ
2006年
- グラマラス トランス（12月25日、h.m.p）

2007年
- G攻め絶叫エロボディ!（1月25日、h.m.p）
- 秘密の巨乳ちゃんサービス（2月25日、h.m.p）
- Gカップ淫乱コスプレ（3月25日、h.m.p）
- Gカップ監禁バイブ室（4月25日、h.m.p）
- 初セル（8月1日、MOODYZ）
- 大全集 2枚組7時間（8月21日、ビデオバンク）
- SELL☆DEBUT（8月25日、kira☆kira）
- DOUBLE☆Gcup（9月25日、kira☆kira）
- SUPERMODEL’S SPECIAL（10月1日、MOODYZ）
- 真性中出し（11月13日、MOODYZ）
- 爆乳Gメン（12月13日、MOODYZ）

2008年
- ゴージャスBODY中出し乱交スペシャル（1月7日、プレミアム）
- 超高級ソープ嬢 THE ゴージャス（2月21日、SODクリエイト）
- SOD陵辱病棟 The プレミアム（3月6日、SODクリエイト）
- Super-BODY 極上大乱交 見てるだけで勃起する!ドスケベ悩殺ボディ（4月4日、SODクリエイト）
- E-BODY（4月13日、E-BODY）
- ボイン大好きしょう太くんのHなイタズラ 11（5月1日、グローリークエスト）
- 生中出し女子校生4時間 5（6月20日、メディアステーション）
- 麗しのGカップ極乳美女（7月13日、MOODYZ）
- 美人OLのランチタイム 4 オフィス街の肉欲交尾（7月17日、グローリークエスト）
- 現役OLの裏バイト 2（7月18日、クリスタル映像）

2009年
- ボクとあの娘と リモコンバイブ4時間（1月21日、ビデオバンク）

## 出演

### テレビ
- 乙音の部屋（2007年1月2日、エンタ!371）